# Le Pendu
Een Jongmensch... voluit, Een Jongmensch heeft zich opgehangen aan een boom in 't Muiderwoud is een van oorsprong Franse stomme film getiteld Le Pendu uit 1907, aangekocht en op de Nederlandse markt uitgebracht door Alberts Frères.

## Verhaal
Het korte verhaal vertelt over een jongeman die, na te zijn afgewezen door het meisje van zijn dromen, zichzelf ophangt aan de hoogste boom in het plaatselijke park. Al snel wordt hij ontdekt door de parkwachter en met veel ophef worden diverse mensen opgetrommeld om hem zo snel mogelijk naar beneden te halen. De jongeman blijkt nog in leven te zijn en wordt beademd met een fietspomp.

## Achtergrond
In Frankrijk circuleerde in die dagen ook een film met dezelfde plotwending, genaamd Le Pendu (De Gehangene). Later bleek, dat het om dezelfde productie ging. Albert en Willy Mullens hadden de Franse film gebruikt en omgezet tot Nederlandse film, waarschijnlijk onder valse voorwendsels.

## Bron
- Film in Nederland, Ludion, Filmmuseum :ISBN 90-76588-62-7.

1. ↑  Film in Nederland, blz 175

1896-1909 · 1910-19 · 1920-29 · 1930-39 · 1940-49 · 1950-59 · 1960-69 · 1970-79 · 1980-89 · 1990-99 · 2000-09 · 2010-19
· 2020-29